# Katymár
Katymár (bunyevácul: Kaćmar; horvátul: Kaćmar; németül: Katschmar, Schanzmark) község Bács-Kiskun vármegye Bácsalmási járásában, a Bácskai löszös síkság területén.

## Fekvése
A szerbiai határ menti település az észak-bácskai löszhát és a Duna–Tisza közi homokbuckák találkozásánál fekszik, Bajától délkeleti irányban. Határában folyik a Kígyós-főcsatorna.

### Megközelítése
Az 55-ös főút felől a Csávoly–Bácsbokod–Bácsborsód, vagy a Tataháza–Bácsalmás–Madaras útvonalon közelíthető meg, az előbbi irányban az 5505-ös, majd az 5508-as, utóbbi irányból pedig az 5503-as, majd szintén az 5508-as úton.
Régen elérhető volt a Kiskunhalas-Bácsalmás-Regőce vasútvonalon is, de azon a vonalon a forgalmat 1960. november 1-jén beszüntették, a pályát pedig Bácsalmástól kezdve felszedték.

## Története

### 2. század
A település határában a huszadik század közepén működő téglagyár agyagbányájának délkeleti részén az 1952-es évben szarmata kori sírokat találtak, ahol cserépedények darabjai, egy szarmata telep és temető maradványai kerültek elő. A második századból származó temetőben jazigok hantjai nyugodtak.

### Újkor
A település közelében a 16-17. században egy rác temető működött, melynek maradványai szintén az ötvenes években kerültek elő.

### A 19. század elejéig
Az első írásos emlék 1388-ból ered. Ebben Kachmar néven, Bátmonostori Töttös László birtokainak felsorolása között szerepel. A következő évszázadban peres iratokban említik, 1466-ban Kathmar, 1494-ben Kathymar néven. Szerepel az 1520-as és az 1521-es Bodrog vármegyei dézsmajegyzékeken is. Lakói ekkor még magyarok, egyes feltételezések szerint kunok voltak.
Az átvonuló török csapatok miatt kipusztult lakosság helyére délről szerbek jöttek. A török hódoltság idején a zombori nahijéhez tartozott, 1590-ben huszonkét adózó házzal tüntették fel. 1598-ban, Pálffy Miklós esztergomi kapitánnyal kötött egyezséglevélben neve Kachmar formában szerepel. Az 1699-es vármegyei összeírásában nem említették. A Rákóczi-szabadságharc után, 1714-ben ismét lakott volt, egy bírót és tizenhét szerb gazdát írtak össze, akik az 1716-18 közötti török háború idején Szabadkára menekültek. A háború után lassan újra benépesült, az 1724. évi összeírás szerint nyolc család lakta, akik 130 forint árendát fizettek. Az első templomot a katolikus bunyevácok 1736-ban építették, akiknek a lelki gondozását a bajai ferences rendi barátok látták el.
A kamarauradalmi falu legkorábbi pecsétje 1744-ből való, felirata „Selo Kagmar”. 1748-ban az érseki hatóság önálló plébániát alapított. Az 1760-as években katolikus bunyevácokat telepítettek a faluba. A németek szervezett telepítéséről nincs adat, az anyakönyvi bejegyzésekből nyomon követhető, hogy a környező településekről költöztek ide. A századfordulóra a lakosság közel 3000 főre gyarapodott.

### A 19. század elejétől a II. világháború végéig
Katymár 1800-ban borsodi Latinovits Péter fiai, János és József tulajdonába került, akik katymári előnevet is kaptak. A falu kegyuraiként először templomot építtettek, amelyet 1807-ben Nepomuki Szent János tiszteletére szenteltek fel. 1821-ben szolgálati lakással egy nagyobb iskolát, majd kastélyt és rezidenciájuk mellett magánkápolnát építtettek. 1846-ban a falu két országos vásár tartására kapott engedélyt.
1865-ben a Latinovits család rezidenciájáról, a katymári kastélyról tudósítás jelent meg a Vasárnapi Ujság című hetilapban. A cikk írója szerint a katymári kastély parkja „visszhangzik az úri ház fiatal sarjainak játékaitól”. Katymár „előre törekvő birtokosa” Latinovits Illés, egykori cs. kir. huszár főhadnagy. Katymár urasági földjei gondosan megműveltek, erdősávokkal szegélyezettek.
Az 1873-as magyar polgári közigazgatás bevezetésével a 4648 fős nagyközség az újonnan szervezett Almás székhelyű II. Felső járáshoz került. 1876-ban 4 tantermes új iskolaépületet vásároltak tágas kerttel. Ebben az időben német, magyar tannyelvű zsidó elemi iskola is nyílt. A német, dalmát tannyelvű római katolikus iskolát az 1890-es években két tanteremmel bővítették. A nemzetiségi nyelvek mellett bevezették a magyar nyelvű oktatást. A tankötelesek száma mintegy 700 fő volt. 1884-ben Mándity Mihály tanító beindította a Neven című bunyevác lapot, és még ez évben, Mária mennybemenetele ünnepére közadományból Vodica forrásnál kápolnát emeltek.
Az 1900-as népszámlálás idején 850 házban 4 645-en laktak, anyanyelv szerint 368 magyar, 2562 német, 1689 bunyevác, 17 szerb, 5 horvát és 4 szlovák. A római katolikusok mellett 17 ortodox és 75 izraelita vallású volt. Posta- és távíróhivatal, postatakarékpénztár működött. A templomot 1902-ben bővítették. 1912-ben új, korszerű iskolát építettek, itt egy osztatlan bunyevác tagozat is nyílt. Téglagyár, homokbánya, hengermalom, vajgyár és tejszövetkezet működött. A lakosság két kaszinót és temetkezési egyesületet tartott fenn.
A 3000 holdas Latinovits uradalom átnyúlt Madaras és Bácsborsód határába. Horthy Istvánné Latinovits Margit gazdaságához 1200 hold tartozott. Birtokaikat bérlők művelték.
Sok áldozatot követelt az első világháború. Az 1919-1921 közötti szerb katonai megszállás idején feldúlták és kifosztották a Latinovits kastélyt.
Az 1920-as években a Nagyatádi Szabó István-féle földreform végrehajtása során 148 családnak juttattak házhelyet, 266 személy termőföldjuttatásban részesült. Nagyarányú köz- és magánépítkezések folytak. 1927-ben épült a szentai iskola, 1929-ben készült el az emeletes kultúrház, földszintjén egybenyitható nagyteremmel és színpaddal. A tanyavilággal együtt közel ötezer lélekszámú faluban gazdakör, ipartestület, polgári olvasókör, sportegyesület, önkéntes tűzoltó testület, vadásztársaság, vörös kereszt, leventeegyesület, olvasókör, valamint mozi működött. 1942-ben felszentelték a bunyevác katolikus kör helyiségeit.
Kedvezőek voltak a birtokviszonyok. 1935-ben 1445 gazdaság működött 12 350 katasztrális hold területen, amelynek 81%-a szántó, 2,4%-a kert és szőlő, 8,2%-a rét és legelő, a többi erdő és nádas volt. 1941-ben a lakosság 24,7%-a magyarnak, 48,6%-a német nemzetiségűnek, 26,7%-a bunyevácnak vallotta magát.
1944 októberében a németek egy része elmenekült a faluból.

### A II. világháború után
1945-ben 44 személyt hurcoltak kényszermunkára a Szovjetunióba, 1946-ban pedig 1340 német ajkú lakost telepítettek Németországba. A kitelepítések után 365 ház vált üressé, amelyeket betelepülő családok kaptak meg. A hátrahagyott 6200 kataszteri hold földet 700 személynek osztották ki.
Több év telt el, mire a gazdasági élet fejlődésnek indult. Először földművesszövetkezet, azután a lakosság társulásával nyolc mezőgazdasági csoport, majd 1949-ben állami gazdaság, 1951-ben ipari szövetkezet alakult. 1958-ban filmszínház, a következő évben több kilométer hosszan betonjárda épült. Új cukrászda, valamint önkiszolgáló bolt nyílt, és átadták a honvédségtől átvett épületben létesített szociális otthont. 1963-ban autóbusz-várótermet, 1970-ben a községháza helyén új tanácsházát építettek.
Hírneves délszláv amatőr együttes működött itt, 1959-ben a csoport egyhetes Baranya megyei vendégszereplésen is részt vett. 1966-ban értelmiségi klub és vegyes kórus, 1970-ben Bunyevác Kör alakult. A bunyevác és a magyar tannyelvű iskola összevonásával az országban az elsők között itt alakult meg a nemzetiségi, nyelvi tagozatos általános iskola. 1970 szeptemberétől a tanulók heti öt órában tanultak szerb-horvát, illetve német nyelvet.
A termelőszövetkezetek 1974-ben Egyetértés Termelőszövetkezet néven egyesültek. Az 1980-as években több mint 400 taggal, 4000 hektár területen gazdálkodtak. Állami támogatások segítségével műhelycsarnokot, faipari részleget és varrodát létesítettek. Gazdálkodási eredményeik alapján előkelő helyen szerepeltek a szövetkezetek országos rangsorában.
A Vegyes és Építő Szövetkezet különféle tevékenységekkel bővült, és több mint száz főt foglalkoztatott. A kereskedelmi ellátást és a vendéglátást biztosító Bácsalmás és Vidéke ÁFÉSZ üzemanyagtöltő állomást, 1975-ben ABC áruházat épített és korszerűsítette valamennyi üzletét. 1986-ban fogászati rendelőt építettek, felújították az iskolát, a lakosság hozzájárulásával nagyarányú járdaépítés kezdődött. 1988-ban megyei támogatással víztisztító és arzénmentesítő berendezést létesítettek. 1989-ben nyitották meg a száz férőhelyes korszerű óvodát. A települést 1991-ben kapcsolták a távhívásba, jelentős mértékben bővült a telefonhálózat. 1992-ben nyitották meg az új szociális létesítményt, amely az öregek napközi otthonával és a házi szociális gondozó szolgálattal összevont intézményként működik. Felújították a helyi védettségű nagypolgári házat, amelyben a postahivatal működik. 1992-ben szentelték fel a kitelepített németek anyagi segítségével felújított római katolikus templomot. 1994-re készült el a 14 tantermes, nemzetiségi oktatási intézmény korszerűsítése és felújítása, 1998-ban fejezték be a közösségi ház rekonstrukciós felújítását. A község legnagyobb beruházása 1999-ben a földgáz bevezetése volt.
A gazdaságban történt negatív változások miatt az 1980-as évek végétől fokozatosan nőtt a munkanélküliek száma. Az ipari üzemek megszűntek, a korábbi évekhez viszonyítva mintegy 80%-kal csökkent az iparban foglalkoztatottak aránya. A mezőgazdasági termőterület nagyobb része magántulajdonba került. A munkahelyek elvesztését az emberek fájdalmasnak élték meg. A tartós munkanélküliséget az önkormányzat közhasznú foglalkoztatással igyekszik enyhíteni. A lakosság megélhetését a mezőgazdasági termelés és az állattartás biztosítja.
Katymár címerét és zászlóját, valamint az első és a második világháború áldozatainak emléktábláját 1993-ban avatták fel. A millenniumi év emlékére, a templomdomb tövében állítottak emlékművet.
A helyi hagyományok ápolásában tevékenyen részt vesz a Neven Bunyevác Kulturális Egyesület és a Katymári Németek Egyesülete. Az amatőr művészeti csoportok és a tanulóifjúság számára a nemzeti ünnepek mellett számos bemutatkozási lehetőség kínálkozik: farsang idején a sváb bál és a bunyevác préló, a pünkösdölő, az aratóünnep (dužijance), valamint decemberben az anyák és apák ünnepe.
A község sportegyesülete labdarúgó szakosztályt, valamint testépítő klubot működtet.
A római katolikus lakosság mellett alacsony létszámban reformátusok is élnek itt, a gyülekezet imaházat működtet.
1990-ben, az első önkormányzati választáson dr. Pál Lászlót, a korábbi tanácselnököt választották a község polgármesterévé. Miután kinevezték a Bácsalmási Munkaügyi Kirendeltség vezetőjének, lemondott tisztségéről. Az 1993. április 25-én tartott időközi, valamint az 1994, 1998 és a 2002. évi önkormányzati választásokon Hebők Béla vállalkozót választották polgármesterré. Az első, 1994. évi kisebbségi önkormányzati választáson német, 1998-ban, valamint 2002-ben német és horvát kisebbségi önkormányzatokat választottak.
2001-ben a lakosságából 5,5% horvát, 1,6% német, 0,6% cigány nemzetiségűnek vallotta magát. Érdekesség, hogy a közel 2000 bunyevác szőrén-szálán eltűnt.

## Közélete

### Polgármesterei
- 1990–1993: Pál László (független)[6]
- 1993–1994: Hebők Béla
- 1994–1998: Hebők Béla (független)[7]
- 1998–2002: Hebők Béla (független)[8]
- 2002–2006: Hebők Béla (független)[9]
- 2006–2010: Pál Endre (független)[10]
- 2010–2014: Pál Endre (független)[11]
- 2014–2019: Pál Endre (független)[12]
- 2019–2024: Pál Endre (független)[13]
- 2024– : Liptákné Piller Anita (független)[1]

## Népesség
A település népességének változása:
| Lakosok száma | 1951 | 1877 | 1697 | 1559 | 1569 | 1532 | 1502 |
|               | 2013 | 2014 | 2018 | 2021 | 2022 | 2023 | 2024 |

A 2011-es népszámlálás során a lakosok 85,4%-a magyarnak, 2,4% cigánynak, 8,9% horvátnak, 4,8% németnek, 0,9% szerbnek mondta magát (14,4% nem nyilatkozott; a kettős identitások miatt a végösszeg nagyobb lehet 100%-nál). A vallási megoszlás a következő volt: római katolikus 56,9%, református 6,5%, evangélikus 0,3%, felekezeten kívüli 13,6% (21,9% nem nyilatkozott).
2022-ben a lakosság 85,3%-a vallotta magát magyarnak, 6,1% horvátnak, 3,4% németnek, 3,3% cigánynak, 0,7% szerbnek, 0,1-0,1% , ruszinnak és szlovénnek, 0,6% egyéb, nem hazai nemzetiségűnek (14,1% nem nyilatkozott; a kettős identitások miatt a végösszeg nagyobb lehet 100%-nál). Vallásuk szerint 40,2% volt római katolikus, 4,5% református, 0,5% evangélikus, 0,2% görög katolikus, 0,8% egyéb keresztény, 2,6% egyéb katolikus, 9,1% felekezeten kívüli (42,1% nem válaszolt).

## Gazdaság

### Infrastruktúra
Katymáron 989 darab lakóház, 9 közintézmény és 43 darab gazdálkodó szervezet van. Ezek szennyvíz-hálózatra történő rákötése és egyben a hálózat és a katymári szennyvíztisztító telep kiépítése a 2014-2020 közti uniós költségvetési időszakban fog megvalósulni, mintegy 89 millió forintból.

## Testvértelepülés
- Waldstetten Németország

Waldstetten: Ebben a kisvárosban és környékén élnek a kitelepített katymári németek, illetve utódaik. A több évtizedes kapcsolat 2000-ben, a testvértelepülési szerződés aláírásával vált hivatalossá.

## Nevezetességei
- A falutól délnyugatra található Magyarország legdélebbi fekvésű geodéziai mérőtornya.[18]